# 保罗·克尔纳
保罗·克尔纳（德語：Paul Kellner，1890年6月6日—1972年4月3日），德国男子游泳运动员。他曾代表德国参加1912年夏季奥林匹克运动会游泳比赛，获得男子100米仰泳铜牌。他也曾在1913年获得全国锦标赛男子200米仰泳冠军。